# Кобра середньоазійська
Кобра середньоазійська (Naja oxiana) — вид змій родини аспідових (Elapidae). Поширений у Західній, Центральній та Південній Азії. Мешканець аридних рівнинних і гірських ландшафтів. Вид занесений до Червоного списку МСОП. Отруйна змія.

## Опис

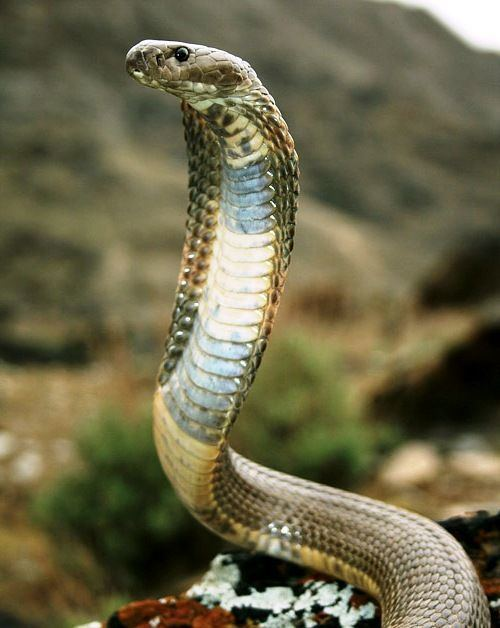

Велика струнка і кремезна змія завдовжки близько 2 м. Довжина тіла (L. — довжина тіла від кінчика морди до клоаки) може сягати 161 см. Хвіст (L.cd.) короткий: співвідношення  L./L.cd. складає 4,0—8,0. Шия і передня частина тіла здатні дуже розширюватися, утворюючи так званий «каптур», який змія розкриває при небезпеці. Голова помірного розміру, широка. Очі невеликі, із круглою зіницею. У передній частині верхньої щелепи сидять великі, але порівняно короткі борозенчасті отруйні зуби. Зуби є також на піднебінних, крилоподібних і зубних кістках.

### Лускатий покрив
Тіло вкрите гладенькою лускою, не розширеною на хребті. Навколо середини тулуба (Sq.) 19—21 лусок. Тулуб знизу вкритий одним рядом дуже розширених черевних щитків (Ventr.), яких налічується 194—206. Підхвостових щитків (Scd.) — 57—73 пари. Анальний щиток 1.
Голова вкрита великими симетричними щитками. Передочний щиток 1, заочних — 2 або 3. Серед верхньогубних найбільший 3-й щиток. Передочний і один верхньогубний (звичайно третій) торкаються ока та задньоносового щитка. Виличний щиток відсутній. Скроневі щитки 2 ряду значно менші від щитків 1 ряду.

### Забарвлення
Забарвлення спинної сторони тіла мінливе — від світло-оливкового до темно-коричневого кольору. У молодих змій темні поперечні смуги дуже яскраві, зімкнуті на світлому череві. З віком основний тон темнішає, поперечні смуги стають ширше і тьмяніше та поступово зникають на череві, де утворюються плями і цятки. Це особливо помітно в потурбованих кобр, коли вони піднімають уверх передню частину тіла до 1/3 його довжини, розпускаючи при цьому свій «капюшон».

## Поширення
Вид поширений у Середній Азії (Афганістані, північно-східному Ірані, північно-західному Пакистані, Киргизстані, Туркменістані, Таджикистані, Узбекистані, невеликими ділянками в Закавказзі).

## Особливості біології

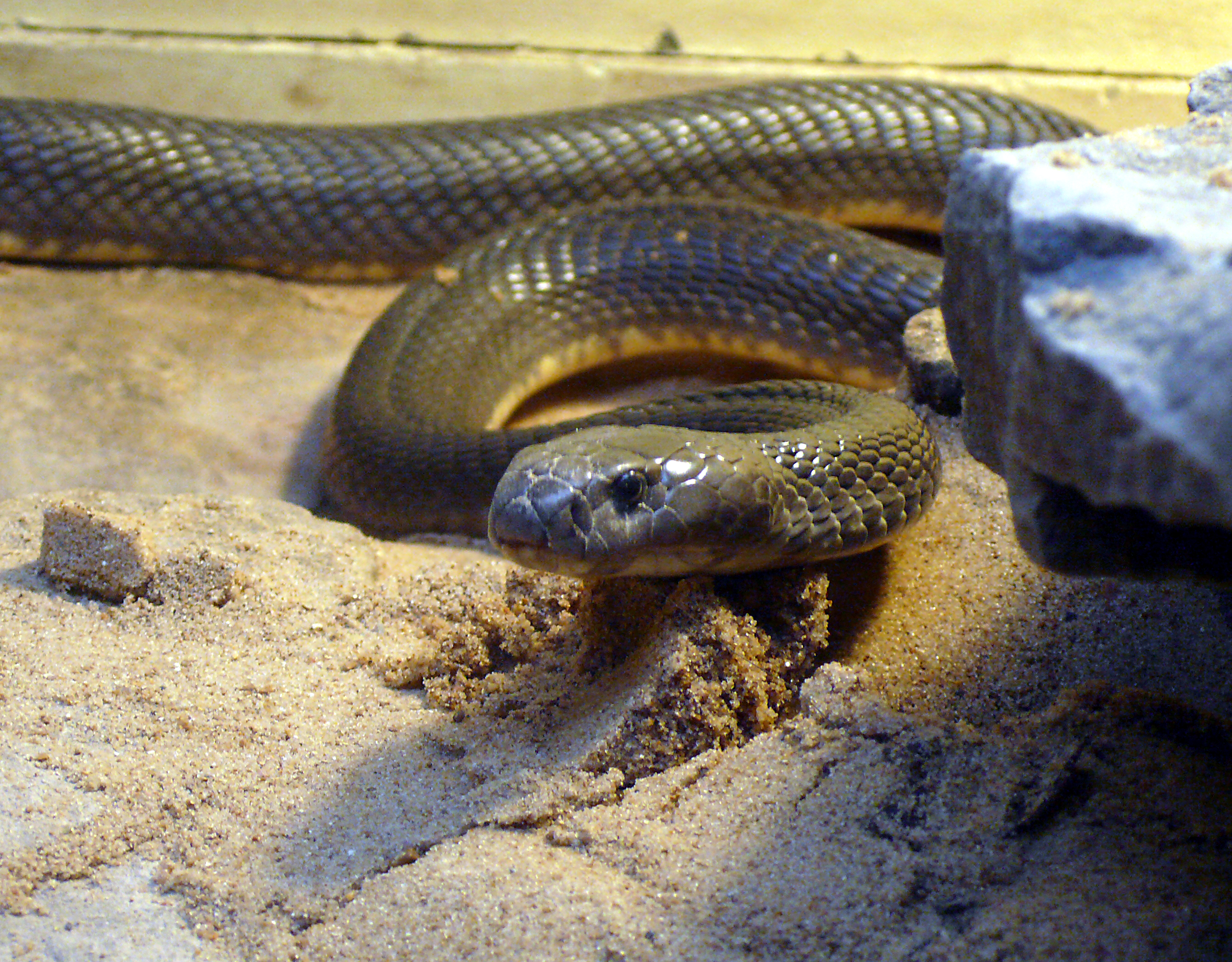

Населяє пустелі, напівпустелі, розсипи, завали каміння, гірські місцини у долинах річок й ущелин. Охоче селиться та поблизу людини — у руїнах, на цвинтарях, уздовж ариків на зрошуваних землях й навіть у селищах. У гори піднімається до 2000 м над рівнем моря. Найактивніша кобра навесні, в цей період вона веде денний спосіб життя. Влітку ж, коли вдень дуже спекотно, змія з'являється тільки зранку та у сутінках. Як літні сховища використовує нори гризунів, пустоти під камінням, тріщину ґрунту, зарості чагарників і очерету. На зимівлю уходить у кінці вересня — кінці жовтня. Зимує у глибоких норах гризунів, пустотах ґрунту і навіть під будівлями. 
Належить до яйцекладних змій. Парування відбувається навесні, у липні самки відкладають по 8—12 яєць довжиною близько 35 мм кожне. У вересні з яєць виходять молоді кобри довжиною (L.) близько 30 см.

### Живлення
Живиться земноводними (жабами, ропухами), плазунами (удавчиками, ефами, ящірками), птахами, пташиними яйцями й дрібними гризунами. При полюванні використовує отруту.
Отрута кобри дуже сильна, має нейротоксичну властивість. Укушена тварина спочатку стає млявою і пасивною, але незабаром виникають судоми, дихання стає прискореним й поверхневим, через деякий час настає смерть внаслідок паралічу дихального центру. 
У той час як гадюки наносять блискавичний укол своїми довгими зубами й негайно відкидають голову назад, середньоазійська кобра з її більш короткими зубами звичайно не сподівається на ефективність подібного швидкого уколу. Нерідко вона вчепляється в жертву і не відразу відкидається назад, а кілька разів із зусиллям стискає і «перебирає» щелепами на тілі жертви, щоб напевно встромити отруйні зуби в жертву та впорснути потрібну дозу отрути.

## Охорона
Раритетний вид змій, занесений до Червоного списку МСОП (охоронна категорія: вид близький до стану загрози зникнення), а також до Вашингтонської конвенції (CITES) (Додаток II. Види, що можуть опинитися під загрозою зникнення у разі відсутності суворого регулювання торгівлі зразками таких видів).

## Практичне значення
Кобра середньоазійська належить до дуже отруйних змій, смертельно небезпечних для людини. Випадки укусів трапляються рідко, тому що кобра звичайно уникає контактів із людиною і при зустрічі з нею намагається уповзти чи сховатись. У крайньому випадку вона повертається в бік нападника, піднімається, розгортає капюшон, шипить і робить попереджальні кидки, і навіть не зразу наносить укус. 
Нейротоксична дія отрути кобри проявляється в першу чергу паралічем скелетної і дихальної мускулатури, що призводить до прогресуючого послаблення дихання аж до повної зупинки. Місцевих явищ (набряк, крововиливи) при укусі не спостерігається. За відсутності спеціальної медичної допомоги постраждалий від укусу кобри може померти. Ефективним заходом лікування є введення постраждалому протизміїної сироватки. Сироватку виробляють у спеціалізованих біохімічних лабораторіях на основі отрути, отриманої від змій у змієрозплідниках —  серпентаріях. 